# Las películas de mi vida
Las películas de mi vida, publicada el año 2002, es una novela semiautobiográfica, del escritor chileno Alberto Fuguet.

## Sinopsis
La novela cuenta la historia de Beltrán Soler, un sismólogo de la Universidad de Chile, con estudios en Francia, que camino a Tokio, para hacer clases, hace una escala en Los Ángeles, donde pierde la conexión, lo que desata una revisión de su vida, basándose en las películas que ha visto.
- Datos: Q6492745